# Salmon River (Ontariosee, New York)
Der Salmon River (englisch für „Lachs-Fluss“) ist ein Zufluss des Ontariosees in den Countys Lewis und Oswego im Nordwesten des US-Bundesstaates New York.
Der Salmon River entsteht östlich von Osceola auf dem Tug Hill Plateau am Zusammenfluss seiner beiden Quellbäche East Fork und West Fork Salmon River. Er fließt anschließend in westlicher Richtung. Er passiert Osceola und mündet in das östliche Ende des Salmon River Reservoir. Diesen verlässt er unterhalb der Staumauer am Westende. 3 km weiter westlich befindet sich der kleine Stausee Lower Reservoir. Weitere 3 km flussabwärts liegt der Ort Altmar. Hier wendet sich der Salmon River nach Westnordwest. Die New York State Route 13 verläuft südlich parallel zum Flusslauf nach Pulaski. Weitere 8 km weiter westlich erreicht der Salmon River schließlich das Südostufer des Ontariosee. Der Salmon River hat eine Länge von 71 km.

## Wasserkraftanlagen
Brookfield Power betreibt zwei Wasserkraftwerke am Flusslauf. Das Bennetts Bridge-Kraftwerk nutzt die Höhendifferenz zwischen den beiden Stauseen Salmon River und Lower Reservoir. Das Lighthouse Hill-Kraftwerk liegt am Staudamm des Lower Reservoir.
| Name            | Leistung in MW | Anzahl Turbinen | Lage | Betreiber  |
| --------------- | -------------- | --------------- | ---- | ---------- |
| Bennetts Bridge | 30             | 4               | (⊙)  | Brookfield |
| Lighthouse Hill | 9              | 2               | (⊙)  | Brookfield |

## Freizeit
Im Salmon River wurde früher hauptsächlich Atlantischer Lachs gefangen. Heute sind an dessen Stelle Silber- und Königslachse sowie Stahlkopfforellen getreten. Diese wurden hier ausgesetzt und schwimmen im Herbst zum Laichen vom Ontariosee den Salmon River flussaufwärts.